# Fathi Mabrouk
Fathi Mabrouk (Egipto, 5 de julio de 1951) es un exfutbolista y entrenador de fútbol de Egipto que jugaba en la posición de defensa

## Carrera

### Club
Jugó toda su carrera con el Al-Ahly de 1969 a 1981, con el que fue campeón nacional en seis ocasiones y ganó dos copas nacionales

### Selección nacional
Jugó para Egipto en 10 ocasiones de 1974 a 1980 y participó en dos ediciones de la Copa Africana de Naciones.

### Entrenador
| Periodo   | Club              |
| --------- | ----------------- |
| 2002      | Al-Ahly           |
| 2004-2005 | Petrojet SC       |
| 2015      | Al-Ahly           |
| 2015-2016 | Ittihad El Shorta |

## Logros

### Jugador
- Primera División de Egipto (6): 1974–75, 1975–76, 1976–77, 1978–79, 1979–80, 1980–81
- Copa de Egipto (2): 1977-78, 1980-81

### Entrenador
- Primera División de Egipto (1): 2014-15